# Леонов Павло Артемович
Павло Артемович Леонов (26 серпня 1918, село Лаврово Тульської губернії, тепер Єфремовського району Тульської області, Російська Федерація — 27 березня 1992, місто Москва) — радянський державний діяч, 1-й секретар Сахалінського і Калініського обласних комітетів КПРС. Кандидат у члени ЦК КПРС у 1961—1971 роках. Член ЦК КПРС у 1971—1986 роках. Депутат Верховної Ради СРСР 6—11-го скликань.

## Життєпис
Народився в селянській родині. З 1931 року проживав у Москві, де закінчив середню школу.
У 1937—1942 роках — студент Московського вищого технічного училища імені Баумана.
У січні 1943 — 1945 року — майстер, провідний технолог, старший майстер, начальник майстерні складання нових виробів Московського заводу № 589 Народного комісаріату озброєння СРСР.
Член ВКП(б) з лютого 1944 року.
У 1945 — червні 1947 року — заступник секретаря бюро ВКП(б), у червні 1947 — березні 1948 року — секретар комітету ВКП(б) Московського заводу № 589 Міністерства озброєння СРСР.
У березні 1948 — квітні 1949 року — секретар із кадрів, у квітні 1949 — березні 1951 року — 2-й секретар Сокольницького районного комітету ВКП(б) міста Москви.
У березні 1951 — січні 1953 року — завідувач відділу авіаційної промисловості Московського обласного комітету ВКП(б).
У січні 1953 — лютому 1954 року — заступник завідувача, в лютому — серпні 1954 року — завідувач промислово-транспортного відділу Московського обласного комітету КПРС.
У серпні 1954 — жовтні 1955 року — завідувач відділу оборонної промисловості Московського обласного комітету КПРС.
У жовтні 1955 — серпні 1960 року — завідувач сектора Уралу та Західного Сибіру відділу партійних органів ЦК КПРС по Російській РФСР.
25 серпня 1960 — 23 грудня 1978 року — 1-й секретар Сахалінського обласного комітету КПРС.
18 грудня 1978 — 24 серпня 1985 року — 1-й секретар Калінінського обласного комітету КПРС.
З серпня 1985 року — персональний пенсіонер союзного значення в Москві.
Помер 27 березня 1992 року. Похований в Москві на Ваганьковському цвинтарі.

## Нагороди
- три ордени Леніна (27.08.1968, 25.08.1971, 25.08.1978)
- орден Жовтневої Революції (11.12.1973)
- чотири ордени Трудового Червоного Прапора (20.04.1956, 19.07.1958, 13.04.1963, 30.04.1966)
- медалі